# Milesia semiluctifera
Milesia semiluctifera (Villers, 1789) è un dittero sirfide diffuso nel nord del bacino del Mediterraneo.

## Nervatura alare

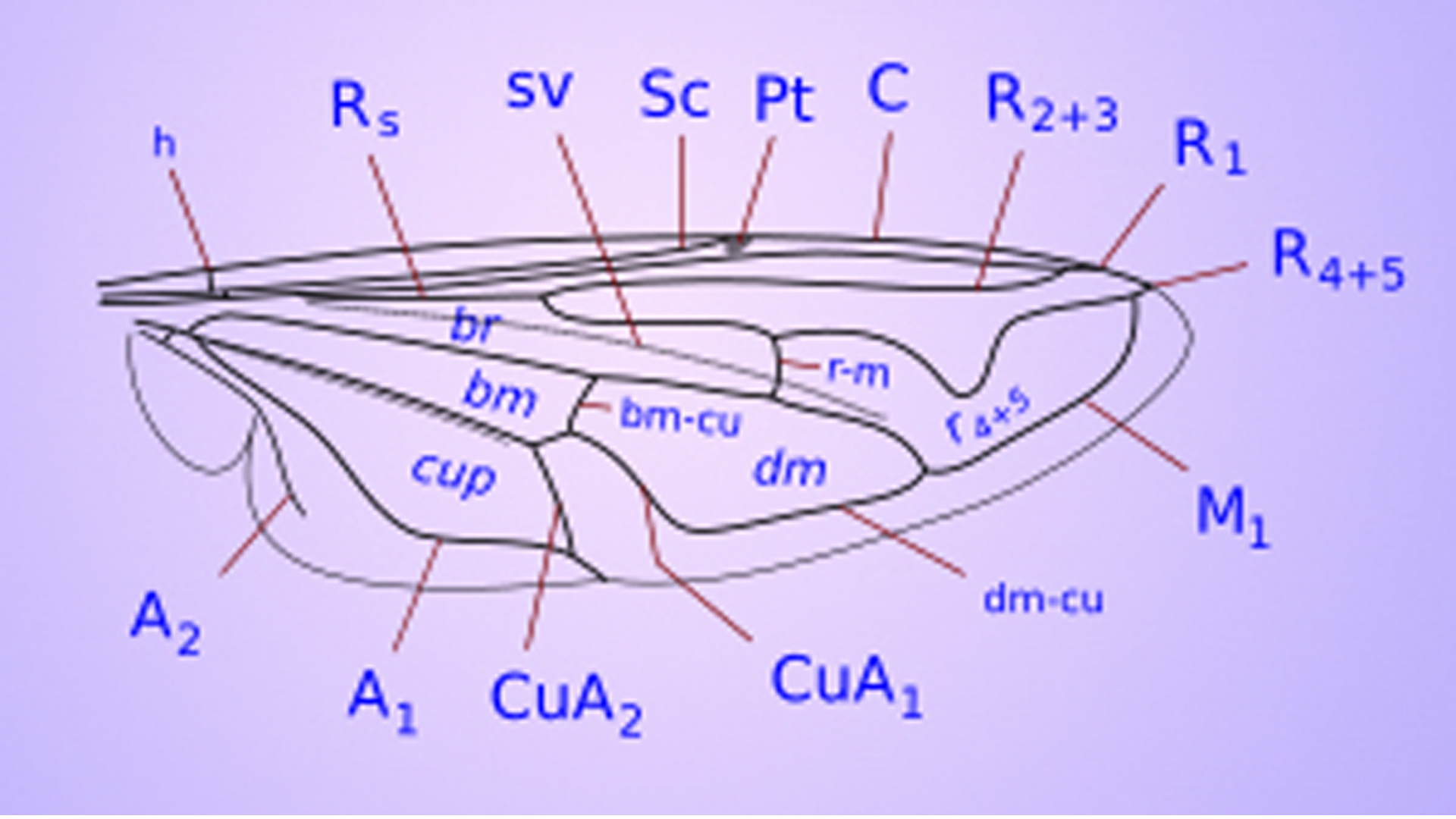
Eristalis: R2+3 confluente su R1, R4+5 fortemente sinuosa

Il secondo ramo del settore radiale, R4+5 raggiunge il margine dell'ala, forma una convessità profonda, che si incunea nella prima cellula posteriore.